# Цивета
Цівета (Civettictis Pocock, 1915) — хижий ссавець, один з 15-ти родів родини віверові (Viverridae), входить до складу номінативної підродини Віверові (Viverrinae).

## Типовий вид і місце в системі
Рід описано 1915 року (Pocock, 1915).
Типовий вид роду Civettictis — Цівета африканська (C. civetta).
Раніше рід включали у склад Viverra (Coetzee, 1977b);
розглядається як окремий рід Civettictis у низці сучасних праць
(Rosevear 1974, Kingdon 1977, Ansell 1978, Smithers 1983, Wozencraft 1989b).

## Родинні стосунки
За монографією «Види ссавців світу», 2005  [Архівовано 21 травня 2011 у Wayback Machine.]) входить до складу номінативної підродини Viverinae. Найближчими до цівети родами (тобто родами зі складу тієї ж підродини) є:
- Генета — Genetta (14 видів)
- Poiana (2 види)
- Вівера — Viverra (4 види)
- Viverricula (1 вид)

## Видовий склад
До складу роду входить один сучасний вид: Цівета африканська (C. civetta)
з низкою підвидів: civetta, civetta, australis, congica, pauli, schwarzi, volkmanni.